# Селивоненки
Селивоненки — деревня в Руднянском районе Смоленской области России. Входит в состав Переволочского сельского поселения. По состоянию на 2007 год постоянного населения не имеет. 
Расположена в западной части области в 17 км к северо-востоку от Рудни, в 1 км восточнее автодороги Р130 Демидов - Рудня, на берегу реки Чёрная. В 19 км юго-западнее деревни расположена железнодорожная станция Рудня на линии Смоленск — Витебск. 

## История
В годы Великой Отечественной войны деревня была оккупирована гитлеровскими войсками в июле 1941 года, освобождена в октябре 1943 года.